# Stizoides crassicornis
Stizoides crassicornis (лат.) — вид песочных ос рода из подсемейства Bembicinae (триба Bembicini).
Длина от 12 до 17 мм. Основная окраска тела чёрная (голова, грудка, усики), ноги красно-рыжие; первые три тергита брюшка с жёлтыми перевязями. Клептопаразиты в гнёздах ос Stizus transcaspicus (Stizus) и Prionyx crudelis (Prionyx). Охотничий инстинкт утратили. Ночуют на цветах. Личинка гнездового паразита питается запасами осы-хозяйки.
Палеарктика: южная и восточная Европа (включая Россию и Украину), Закавказье, Турция, Иран, Средняя Азия, Казахстан, Северная Африка. Впервые вид был описан в 1787 году датским энтомологом Иоганном Христианом Фабрициусом в составе рода Tiphia.